# Paul Méfano
Paul Méfano (Bassora, 6 marzo 1937 – Chilly-Mazarin, 15 settembre 2020) è stato un compositore e direttore d'orchestra francese.

## Biografia
Paul Méfano svolse gli studi musicali presso l'École Normale de Musique de Paris, e poi al Conservatorio di Parigi (CNSMP), dove fu allievo di Andrée Vaurabourg-Honegger, Darius Milhaud e Georges Dandelot. Completò i suoi studi a Basilea dopo aver seguito i corsi tenuti da Pierre Boulez, Karlheinz Stockhausen, ed Henri Pousseur.
Frequentò regolarmente i concerti del Domaine Musical, nonché i seminari a Darmstadt, e si iscrisse nella classe di Olivier Messiaen al CNSMP. Messiaen descriveva Méfano come "inquieto, intenso e sempre alla ricerca di soluzioni radicali".
Nel 1965 la sua musica fu eseguita pubblicamente per la prima volta, al Domaine Musical con la direzione di Bruno Maderna. Dal 1966 al 1968 Méfano visse negli Stati Uniti; nel 1969 si trasferì a Berlino, su invito dell'Accademia tedesca di scambio culturale (DAAD).
Nel 1970 tornò in Francia, avendo firmato un contratto con Salabert, e si dedicò alla composizione e alla direzione orchestrale. Nel 1972 fondò l'Ensemble 2e2m, un gruppo che diresse regolarmente, e con il quale fece debuttare più di cinquecento opere di giovani compositori oltre a realizzare più di quaranta registrazioni. Tra i compositori più giovani ci sono stati Stéphane de Gérando, Laurent Mettraux, Thierry Blondeau, Marc André, Michael Finnissy, James Dillon, Bruce Mather, e Claude Lefèvre. Rilanciò compositori come Jean Barraqué, Brian Ferneyhough, Franco Donatoni, Luigi Nono, Aldo Clementi, Philippe Boesmans, Morton Feldman, Edison Denisov, e John Cage, inoltre contribuì alla riscoperta di Charles-Valentin Alkan e dei compositori cechi che furono sepolti a Terezienstadt nel 1940.
Fu fondatore delle Editions du Mordant per la pubblicazione di musica contemporanea, e delle Editions Musicales Européennes (dedicato principalmente ai giovani compositori). Produsse inoltre un certo numero di serie radiofoniche notevoli.
Nel 1972 fu nominato direttore del Conservatorio di Champigny-sur-Marne, un dovere che ha portato avanti  fino al 1988. Fu anche docente di composizione e orchestrazione presso il Conservatorio di Parigi fino al 2002. Uno dei suoi studenti fu il compositore canadese Claude Vivier.
Dal 1996 al 2005 diresse il Conservatorio di Versailles.
Le opere più importanti di Paul Méfano sono pubblicate e accessibili su BabelScores.

## Stile musicale
Lo stile compositivo di Méfano si è evoluto notevolmente dal suo primo lavoro seriale Incidences di (1960) fino alle più recenti composizioni che fanno ampio uso di microtoni, come Speed (2000). Il suo stile seriale iniziale è chiaramente sotto l'influenza di Boulez, ma l'ardore del suo utilizzo di questi tratti "offusca la cristallinità, la lucidità e con essa tutta la suggestione della geometria musicale". Ha una concezione essenzialmente poetica della musica, che si riflette in un interesse permanente per i poeti e la poesia. Questo si manifesta soprattutto nel suo trattamento del colore strumentale e nella sua scrittura vocale. Ha anche una sensibilità particolare per il dramma, che si manifesta in La cérémonie. All'inizio degli anni 1970 ha sperimentato con la musica elettronica (La messe des voleurs) e con la sua combinazione in tempo reale con gli strumenti. Anche se ha mostrato interesse per la musica dei compositori spettralisti, le sue composizioni non sono affatto simili e oggi è considerato un compositore "post-spettralista". Molti dei suoi lavori esplorano e sviluppano le tecniche contemporanee per flauto, come ad esempio in Captive, Eventails, Gradiva, Traits suspendus, o Ensevelie. Le sue prime opere (Trois canti crépusculaires) mantengono legami con la tonalità, alla quale è tornato in Micromégas. Dopo questo lavoro è rimasto fedele alla tecnica seriale..

## Premi
- 1971 – Prix Enesco de SACEM (Premio Enesco di SACEM)
- 1980 – Chevalier de l'Ordre du Mérite (Cavaliere dell'Ordine al Merito)
- 1982 – Grand prix national de la Musique (Gran premio Nazionale di Musica)
- 1985 – Commandeur de l'Ordre des Arts et Lettres (Commendatore dell'Ordine delle Arti e delle Lettere)
- 1989 – Prix SACEM de la musique symphonique (Premio SACEM di musica sinfonica)

## Catalogo delle opere
| Anno    | Titolo | Tipo di lavoro        | Durata   |
| ------- | --- | --------------------- | -------- |
| 1956    | Evocations à l'usage des jeunes filles, per piano | solo (piano)          | 03:00    |
| 1957    | Croquis per un adolescent. 6 pieces per piano | solo (piano)          | 00:15    |
| 1958    | Involutive, per clarinetto | solo (clarinetto)     | 06:00    |
| 1958    | Trois Chants crépusculaires (Text by Paul Méfano) [I. Rivages: jamais entamés par le jeu - II. Toi, qui rêveur observe les flammes - III. Perçois-tu, humain le futur], per soprano drammatico e piano | vocal (con piano)     | 15:00    |
| 1959    | Estampes japonaises, per soprano e 10 strumenti [I. Sur les vagues (Hitomaro, 681-729) - II. La Vague (Ninamato No Sanetamo) - III. Pluie (anonymous, 8th century) - IV. Dans la bise glacée (Ki No Tsurayuki, 883–946) - V. Dans un jardin (anonymous 12th century poet). There are 3 versions: a) light or coloratura soprano e ensemble - b) light or coloratura soprano e piano reduction - c) Transcription per flauto (pic, bass fl) e piano                                   | vocal                 | 10:00    |
| 1959    | Danse bulgare n° 1, after Bartók version 1 (1959) - version 2 (1980): per orchestra d'archi | orchestral music      | 01:50    |
| 1959    | Variations libres, after Bartók (version 1 (1959) - version 2 (1980) : per orchestre à cordes | orchestra             | 01:40    |
| 1960    | Incidences, per piano e orchestra | orchestra             | -        |
| 1959    | Orchestration of Die jagd, estratto da Romances conout Words by Mendelssohn (revision per orchestra) | orchestra             | 05:00    |
| 1962    | Captive (cadence extracted da Madrigal), per flauto | solo (flauto)         | 05:00    |
| 1962    | Lignes, noble bass e 15 strumenti | vocal (con strumenti) | 15:00    |
| 1962    | Madrigal (Text after Paul Eluard), per 3 female voices or 2 female voices e controtenore, con small instrumental ensemble: fl, pno, hp, & 4perc | vocal (con strumenti) | 18:00    |
| 1962    | Que l’oiseau se déchire (poem by Yves Bonnefoy), per voice, clarinetto in A e 1 percussionista | vocal (con strumenti) |          |
| 1962    | Mélodies, per soprano, mezzosoprano or controtenore or contralto, e various instrumental ensembles [1. Nous avons erré longtemps (Omar Kayam), per voice e clarinetto in A - 2. La Vague (Ninamato No Sanetamo), per voice e piano - 3. Que l’oiseau se déchire (Yves Bonnefoy), per voice, clarinetto in A, e percussion - 4. Et l’unique cordeau (Guillaume Apollinaire), per voice, cl in A, trb, perc, pno, cb - 5. L’Infirmité du feu (Yves Bonnefoy), per voice e 10 strumenti | vocal (con strumenti) | 20:00    |
| 1964–65 | Paraboles, soprano e ensemble (Version A (movements 1 to 3), per soprano drammatico e ensemble - Version B (movements 1 to 4, symphony orchestra) | vocal & instrumental  | -        |
| 1966    | Interférences, per piano e horn soli e 10 strumenti | vocal (con strumenti) | 12:00    |
| 1970    | La Cérémonie, oratorio (text by the composer), per soprano, controtenore, baritone, speaking choir e 3 orchestral groups | oratorio              | 25:00    |
| 1970    | Old Œdip, "plaisanterie sonore" per reciter, actor, tape, electronics, e ring modulator | vocal                 | 13:30    |
| 1970    | Intersections, electronic music | electronic            | 10:10    |
| 1972    | As you like it? Aleatoric piece per piccolo gruppo variabile | instrumental          | 10-20:00 |
| 1972    | L’Age de la vie (poem by Paul Eluard), per soprano, corno, e arpa | vocal (con strumenti) | 06:00    |
| 1972    | La Messe des voleurs, per quartetto vocale, chamber ensemble, electronics, e magnetic tape | vocal (con strumenti) | 75:00    |
| 1972    | Signes/oubli, per 22 strumenti divisi in 2 gruppi | vocal                 | 07:00    |
| 1972    | N, per one flutist playing piccolo, flauto, alto flauto, e bass flauto, con electronics, modulator, e magnetic tape | solo (flauto)         | 23:00    |
| 1974    | They (text: phonemes), per un cantante | vocal (a cappella)    | 03:00    |
| 1975    | Ondes (espaces mouvants), per 10 strumenti | musica da camera      | 08:00    |
| 1976    | Placebo Domino in regione vivorum, motet per 6 mixed voices (S,MzS,A,T,Bar,B) on a text by the composer | vocal                 | 12:00    |
| 1976    | Eventails, per amplified bass flauto | solo (flauto)         | 10:00    |
| 1976    | Mouvement calme, per string quartet or string ensemble (12 strings) | musica da camera      | 07:20    |
| 1978    | Gradiva, per contrabass flauto | solo (flauto)         | 24:00    |
| 1978    | Périple, per saxophone e electronics | solo (saxophone)      | 06-10:00 |
| 1979    | Micromégas I, "action musicale" (after Voltaire) [rev. 1983–87 as Micromégas] | opera                 |          |
| 1980    | Traits suspendus, contrabass flauto or bass flauto | solo (flauto)         | 06:00    |
| 1980    | A Bruno Maderna, per solo cello, 11 strings, e magnetic tape | musica da camera      | 20:00    |
| 1983-87 | Micromégas, "action lyrique" in 7 tableaux (after Voltaire) | opera                 | 80:00    |
| 1984    | Scène 3, extract da the opera Micromégas (government commission, 1983) (Grand-théâtre, Metz) | opera                 | 15:00    |
| 1984    | Douce saveur (poem by Nathalie Méfano), per bass, cor anglais, e tuba | vocal (con strumenti) | 05:00    |
| 1986    | Tige, per saxophone | solo (saxophone)      | 04:00    |
| 1986    | Ensevelie, per flauto e synthesizer-controlled sampler | solo (flauto)         | 10:00    |
| 1989    | Voyager, interlude per the opera Micromégas, per instrumental ensemble (17 strumenti) | musica da camera      | 15:00    |
| 1990    | Scintillante, per basson e electronics (MIDI-keyboard) | musica da camera      | 07:00    |
| 1990    | Orchestration of Erwartung, orchestration by Paul Méfano e Michel Decoust, per soprano e 15 strumenti | orchestra             | 30:00    |
| 1991    | Mémoire de la Porte Blanche, per piano | solo (piano)          | 06:00    |
| 1992    | Asahi, per oboe e electronics | solo (oboe)           | 06:00    |
| 1992    | Matrice des vents, per sho e electronics | solo (sho)            | 35:00    |
| 1993    | Dragonbass, per bass, 2 saxophones, synthesizer e tape | vocal (con strumenti) | 15:00    |
| 1995-96 | Mon ami Emile, une interprétation des Valses de Waldteufel [1er cahier: Amour et printemps - Les patineurs - Violettes], per flauto, clarinetto, piano, e string quartet | musica da camera      | 25:00    |
| 1995    | Deux mélodies, per sop., mezzo-sop., sax., bass cl., viola | vocal (con strumenti) | 08:00    |
| 1997    | Trois chants 1958, per sop., 3 sax., 3 perc., e 3 cellos | vocal (con strumenti) | 10:00    |
| 1998    | Cinq pièces per 2 violins | musica da camera      | 12:00    |
| 1998    | Mon ami Emile, une interprétation des Valses de Waldteufel [2nd collection: Roses et Marguerites - Valse de la poupée - Sirènes - Madeleine], per fl., cl., piano, harmonium, e string quartet | musica da camera      | 35:00    |
| 1998    | Hélios, per alto flauto e string trio | musica da camera      | 20:00    |
| 1999    | Alone, per violon | solo (violin)         | 12:00    |
| 2001    | Tronoën, per cello alone | solo (violoncello)    | 12:00    |
| 2003    | Jades, per flauto, clarinetto, guitar e 2 cellos | musica da camera      | 10:00    |
| (n.d.)  | Etrange/arrêtée/seule froissée, per 2 fl., vl., vlc., & perc. | musica da camera      | 09:00    |
| (n.d.)  | ...s'égrainent comme le vent, per voice, 2 fl., vl., vlc., & perc. (text by Paul Méfano) | vocal (con strumenti) | 09:00    |
| (n.d.)  | Périple à 2, per 2 saxophones | musica da camera      | 05:00    |
| (n.d.)  | Périple à 4 per 4 saxophones | musica da camera      | 06:00    |
| (n.d.)  | Chanson per les petits de 6 à 9 ans | vocal                 | 03:00    |
| (n.d.)  | Batro, per violin e cello | musica da camera      | 08:00    |
| (n.d.)  | Petit Batro per violin e cello | musica da camera      | 16:00    |

## Discografia
| Work                              | Interpretation                                                                                           | Catalog number               |
| --------------------------------- | --- | ---------------------------- |
| Ondes (espaces mouvants)          | Paul MÉFANO vol. 1 (oeuvres 1974–1989)                                                                   | 2e2m collection 1006         |
| Placebo Domino in regione vivorum | Paul MÉFANO vol. 1 (oeuvres 1974–1989)                                                                   | 2e2m collection 1006         |
| Mouvement calme                   | Paul MÉFANO vol. 1 (oeuvres 1974–1989)                                                                   | 2e2m collection 1006         |
| A Bruno Maderna                   | Paul MÉFANO vol. 1 (oeuvres 1974–1989)                                                                   | 2e2m collection 1006         |
| Ensevelie                         | Paul MÉFANO vol. 1 (oeuvres 1974–1989)                                                                   | 2e2m collection 1006         |
| Voyager                           | Paul MÉFANO vol. 1 (oeuvres 1974–1989)                                                                   | 2e2m collection 1006         |
| Involutive                        | Paul MÉFANO vol. 2 (oeuvres 1958–1972)                                                                   | 2e2m collection 1007         |
| Estampes japonaises               | Paul MÉFANO vol. 2 (oeuvres 1958–1972)                                                                   | 2e2m collection 1007         |
| Paraboles                         | Paul MÉFANO vol. 2 (oeuvres 1958–1972)                                                                   | 2e2m collection 1007         |
| Interférences                     | Paul MÉFANO vol. 2 (oeuvres 1958–1972)                                                                   | 2e2m collection 1007         |
| Lignes                            | Paul MÉFANO vol. 2 (oeuvres 1958–1972)                                                                   | 2e2m collection 1007         |
| Signes/oubli                      | Paul MÉFANO vol. 2 (oeuvres 1958–1972)                                                                   | 2e2m collection 1007         |
| Scintillante                      | Paul MÉFANO vol. 3 (oeuvres 1978–1993)                                                                   | 2e2m collection 1012         |
| Asahi                             | Paul MÉFANO vol. 3 (oeuvres 1978–1993)                                                                   | 2e2m collection 1012         |
| Mémoire de la Porte Blanche       | Paul MÉFANO vol. 3 (oeuvres 1978–1993)                                                                   | 2e2m collection 1012         |
| Dragonbass                        | Paul MÉFANO vol. 3 (oeuvres 1978–1993)                                                                   | 2e2m collection 1012         |
| La Matrice des Vents              | Paul MÉFANO vol. 3 (oeuvres 1978–1993)                                                                   | 2e2m collection 1012         |
| Périple à deux                    | Paul MÉFANO vol. 3 (oeuvres 1978–1993)                                                                   | 2e2m collection 1012         |
| Madrigal                          | M. Mesplé et I. Jarsky (soprano), A. Bartelloni (mezzo), Ensemble 2e2m (Paul Méfano) (Prix Charles Cros) | CBS 76783                    |
| Eventails                         | J. Letroquer (bass flute) (Prix Charles Cros)                                                            | CBS 76783                    |
| Ondes (Espaces mouvants)          | Ensemble 2e2m (Paul Méfano) (Prix Charles Cros)                                                          | CBS 76783                    |
| Gradiva                           | Pierre-Yves Artaud (flutes)                                                                              | Chant du Monde 480 LDX 78700 |
| Traits suspendus                  | Pierre-Yves Artaud (flutes)                                                                              | Chant du Monde 480 LDX 78700 |
| They                              | Vincent                                                                                                  | Munro CBS                    |
| Périple                           | Daniel Kientzy (saxophones)                                                                              | K7 Salabert SC003            |
| Périple                           | Daniel Kientzy (saxophones)                                                                              | PAR5303                      |
| Captive                           | Pierre-Yves Artaud (flute)                                                                               | STIL 0203 S84                |
| Cinq estampes japonaises          | Pierre-Yves Artaud (flute), Jacqueline Méfano (piano)                                                    | STIL 0203 S84                |
| Eventails                         | Pierre-Yves Artaud (flute), Zanesi (electronics)                                                         | STIL 0203 S84                |
| N                                 | Pierre-Yves Artaud (flute), Zanesi (electronics)                                                         | STIL 0203 S84                |
| Mélodies                          | Dorothy Dorow (S), Ensemble 2e2m, Paul Méfano (dir)                                                      | Chant du Monde 480 LDX 78686 |
Questo articolo si basa su materiale tratto dalle Wikipedia spagnola e francese